# Antoni Hamanomachi
Antoni Hamanomachi (nazywany Koreańczykiem) (ur. w Korei, zm. 10 września 1622 na wzgórzu Nishizaka w Nagasaki w Japonii) – błogosławiony Kościoła katolickiego, męczennik, ofiara prześladowań antykatolickich w Japonii.

## Życiorys
Antoni Hamanomachi nazywano Koreańczykiem. Należał do Bractwa Różańcowego.
W Japonii w okresie Edo (XVII w.) doszło do prześladowań chrześcijan. Pomimo grożącego niebezpieczeństwa Antoni Hamanomachi udzielał schronienia w swoim domu katolickim duchownym. Za pomoc misjonarzom został uwięziony, a następnie spalony na stosie 10 września 1622 na wzgórzu Nishizaka w Nagasaki. Tego samego dnia na jego oczach ścięto jego żonę Marię oraz dwóch synów: 12-letniego Jana i 3-letniego Piotra. Razem z nim stracono również jego sąsiadów Dominika Nakano i Bartłomieja Kawano Shichiemon za to, że nie donieśli władzom o ukrywaniu przez niego misjonarzy.

## Beatyfikacja
Został beatyfikowany razem z żoną i synami w grupie 205 męczenników japońskich przez Piusa IX w dniu 7 lipca 1867 (dokument datowany jest 7 maja 1867).
Dniem jego wspomnienia jest 10 września (w grupie 205 męczenników japońskich).